# Bitva u Vysoké
Bitva u Vysoké (též bitva pod Vysokou) se odehrála 25. dubna 1142 na úpatí vrchu Vysoká, jenž se nachází přibližně 7 km západně od Kutné Hory, u obce Vysoká. Utkaly se v ní moravské oddíly Konráda II. Znojemského, podpořené vojenskými družinami některých českých velmožů, a síly českého knížete Vladislava II. Ačkoli se o střetnutí nedochovaly detailnější informace, je známo, že knížecí vojsko utrpělo porážku a bylo nuceno si probít cestu do Prahy. Vladislav II. posléze přenechal obranu Pražského hradu svému bratru Děpoltovi a sám se vydal požádat o pomoc římskoněmeckého krále Konráda III.

## Předehra
Ačkoli se český kníže Soběslav I. snažil na sklonku života zajistit následnictví svému sotva dospělému synovi Vladislavovi, byl po jeho smrti na knížecí stolec povznesen jeho synovec Vladislav, syn předchozího knížete Vladislava I. Důvodem byla snaha českých feudálů dosadit do čela státu slabého panovníka, jenž by byl pro svou funkci nekompetentní a provozoval by vládu v zemi podle jejich vůle. Vladislav byl v té době znám jako muž veselý a bezstarostný, který proslul pouze několika lehkomyslnými kousky, mezi něž patřila i zpronevěra peněz, a dalo se předpokládat, že se bez šlechty nedokáže obejít. S volbou souhlasili i ti z českých předáků, kteří před Soběslavem I. přísahali na ostatky svatých na říšském sněmu v Bamberku a na sněmu v Sadské. Slibem se necítil vázán ani římskoněmecký král Konrád III., který s volbou Vladislava II. souhlasil zřejmě díky okolnosti, že uzavřel sňatek s jeho nevlastní sestrou Gertrudou Babenberskou, potažmo úspěšně požádal o její ruku. Nicméně předpoklady českých feudálů v čele s mocným Načeratem, že je vděčný Vladislav zahrne výnosnými úřady, benefity a dalšími poctami, vyšly naprázdno, neboť ve chvíli, kdy nový panovník upevnil svou pozici na českém trůně, projevil značnou ráznost a samostatnost. Nenaplnění nadějí české šlechty v jejích řadách vzedmulo vlnu odporu, kterou vyjádřili otevřenou revoltou a současně tím, že nabídli knížecí trůn Konrádovi Znojemskému, jemuž podle tzv. stařešinského (seniorátního) zákona jako nejstaršímu Přemyslovci panovnický post skutečně náležel. Ke vzbouřencům se připojila i další moravská údělná knížata, mezi jinými Vratislav Brněnský a Ota III. Olomoucký, dále synové knížete Bořivoje Spytihněv a Lupolt a bývalý kandidát na český knížecí trůn Vladislav. Na jaře roku 1142 překročily ozbrojené družiny rebelů hranice Čech, aby Vladislava II. s konečnou platností zbavily jeho postavení. Českého knížete, jenž proti vzbouřencům shromáždil vojsko na vrchu Vysoká na Čáslavsku, podpořili zejména jeho bratři Děpolt a Jindřich a olomoucký biskup Jindřich Zdík, který nad povstaleckou Moravou vyhlásil interdikt.

## Bitva

### Zprávy současníků
O válečných událostech z 25. dubna 1142 se dochovaly čtyři písemné prameny různé výpovědní hodnoty. K časově nejbližším, nicméně značně lakonickým, patří Letopis tzv. Kanovníka vyšehradského a Letopisy hradišťsko-opatovické.
| „                                      | Za panování Konráda, pokud ještě nebyl císařem římským, ale po nastolení knížete Vladislava, jenž nastoupil na stolec po svém strýci Soběslavovi, strhla se mezi Čechy šílená roztržka, která je z podnětu věrolomnosti pobouřila a ve dva šiky je rozdělila: lepší a urozenější strana přešla ke Konrádovi, knížeti moravskému, kdežto nižší a mladší zůstala při Vladislavovi. Když se tak stalo, byl náhle zavržen mír a překotně prohlášena válka; sešli se na smluveném místě a ve zbrani rokovali o zapuzení Vladislava a o zvolení Konráda, ale neusnesli se na žádné záruce svornosti a míru. Nazítří pak Moravané s přeběhlými Čechy náhle povstali proti Vladislavovi a jeho bratru Děpoltovi a Jindřichovi a zahnali je s celým vojskem na útěk. Když se bránili jak mohli, největší vůdcové války Načerat, Smil, Ben a velmi mnoho na obou stranách padlo. Tu Čechové vidouce, jak Moravané nabývají převah, kdežto jim samým že se pomoci Boží nedostává, se dali všichni na útěk... | “ |
| — Letopis tzv. Kanovníka vyšehradského | |   |

| „                                | A Vladislav, kníže český, přemožen byv se svými od Moravanův utekl se k císaři Kunratovi, a když on mu ku pomoci přišel, obdržel řečený kníže své knížectví. | “ |
| — Letopisy hradišťsko-opatovické | |   |

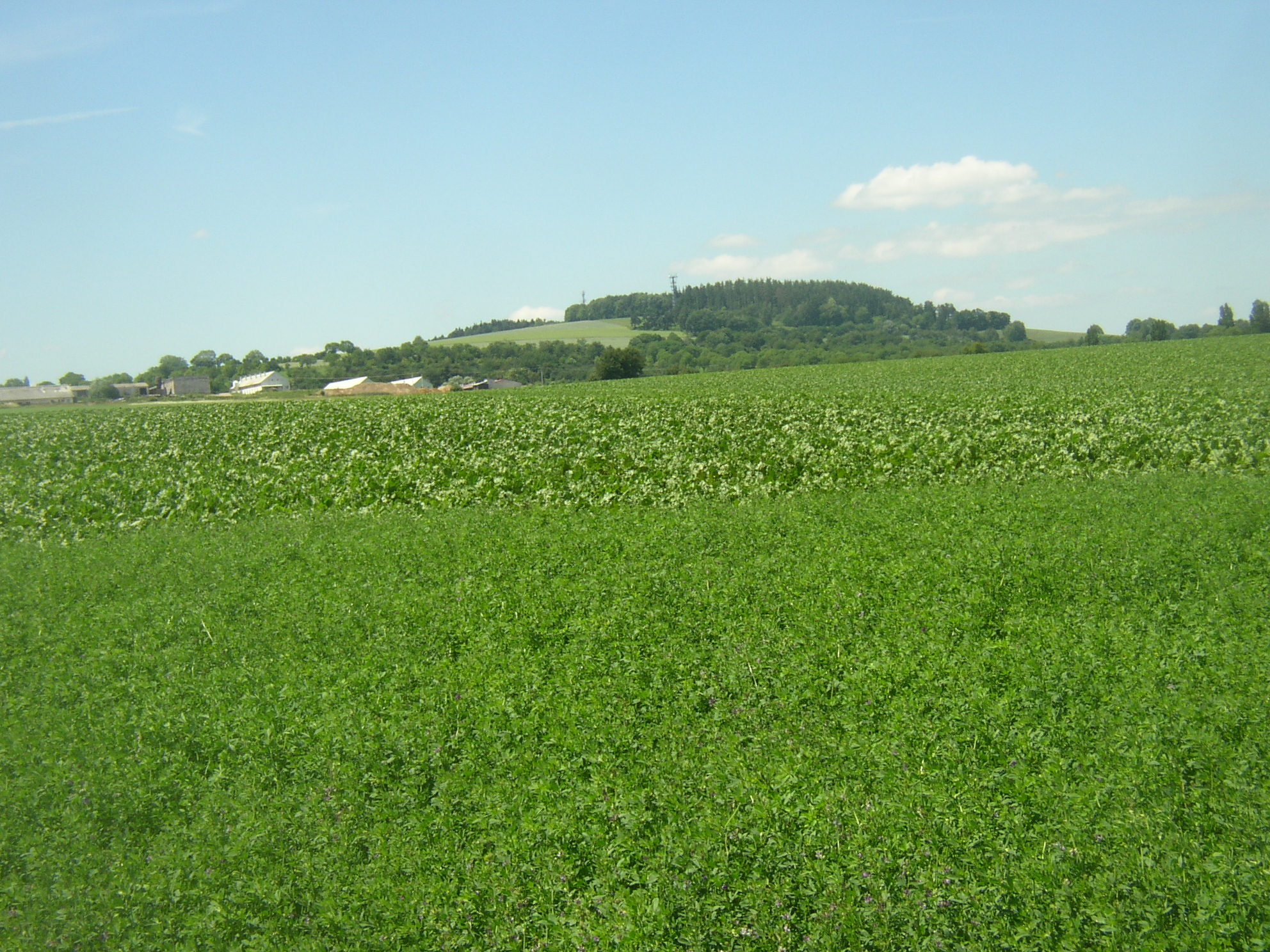
Pohled na vrch Vysoká od východu

Další dvě literární práce, tedy Kronika Mnicha sázavského a Letopis Vincenciův, vznikly zhruba třicet let po události, z čehož vyplývá, že oba autoři byli více či méně odkázání na své prameny. Pokud jde o druhou relaci, je patrné, že její obsah je poměrně tendenční ve prospěch českého knížete, neboť Vincenciovým záměrem bylo zobrazit Vladislava jako Bohem ustanoveného panovníka a vzbouřence naopak jako zločince, kteří se vzepřeli danému řádu a své společenské roli, jež jim byla přidělena shůry.
| „                           | Předák Nečerat a jiní přední muži čeští se spikli proti knížeti Vladislavovi a spojivše se s Moravany, s velkou mocí nepřátelsky vpadli do Čech. Když potom svedli bitvu a Čechové ustoupili, oblehli Prahu a ohněm zpustošili kostely svatého Víta, Václava a Vojtěcha a svatého Jiří. | “ |
| — Kronika Mnicha sázavského | |   |

| „                    | A tak nadešel onen den 25. dubna, den smutku a neštěstí, den, kdy se strhla v Čechách válka více než občanská, den, kdy vévoda Vladislav přesil své věrné jako pšenici. Neboť když mu již růžové korouhve, jeho válečné prapory, slibovaly blízké vítězství, tu někteří věrolomní šlechtici, protože z nich ještě nebyl vyčištěn kal, utekli právě ve chvíli srážky vojska svrchu řečeného vévody Vladislava, přičemž si dávali smluvená znamení a silným hlasem volali, že jsou nadobro poraženi; neboť nebyl z nich kvas ještě docela vyčištěn. Co tedy? Kníže Vladislav a bratři jeho činili, co mezi takovými nevěrnými lidmi činiti se dalo: jako lvové vrhli se mezi voje Kunratovi a tak prostředkem řad nepřátelských mužně je potírajíce prošli a ztrativše mnohé na straně své a pobivše jiné na straně protivné se svými, kteří při nich zůstali a s panem Jindřichem, jenž jim byl nejvěrnější, se pak vrátili do Prahy. A nebylo divu, neboť tak to vyžadoval nejistý výsledek války. | “ |
| — Letopis Vincenciův | |   |

### Pravděpodobný průběh
Z výše uvedených písemných zpráv lze usuzovat, že kníže Vladislav vyčkával příchodu povstalců ve výhodné pozici v okolí nebo přímo na svahu Vysoké. Podle nejasné zmínky kanovníka vyšehradského není vyloučeno, že se ještě den před střetnutím pokusil vést jednání o smíru, nicméně jediným výsledkem byla výzva k jeho abdikaci. I když se lze o událostech z 25. dubna pouze dohadovat, je patrné, že první nápor vojska z Moravy bojovníci Vladislava II., bojující pod růžovými praporci, odrazili. V nastalém zmatku se posléze zdálo, že ovládnou bojiště, avšak po zradě dalších českých předáků, kteří buď opustili bojiště nebo veřejně přešli k nepříteli, se zhroutilo jedno z knížecích křídel a Vladislavovi hrozilo, že bude obklíčen. Se zbytkem věrných vojáků proto zaútočil na střed protivníkovy linie a po těžkém boji si otevřel cestu na Prahu. Bojovníci na obou stranách utrpěli značné ztráty, avšak záznamy kronikářů zmiňují pouze smrt původce války Načerata a dvou předních českých bojovníků Smila a Bena.

## Důsledky
Jakmile kníže Vladislav dorazil do metropole, pověřil obranou Pražského hradu svého bratra Děpolta, jemuž svěřil i svou manželku Gertrudou Babenberskou, a spolu s biskupem Jindřichem Zdíkem vyrazil ke dvoru římskoněmeckého krále. Současně svého druhého bratra Jindřicha vyslal na Budyšínsko sbírat nové vojsko. Povstalci skutečně Pražský hrad oblehli, nicméně narazili na odhodlanou obranu, která poskytla Vladislavovi dostatek času, aby požádal Konráda III. o pomoc. Římskoněmecký panovník jeho prosbě vyhověl a záhy i s vojskem vyrazil do Čech. Obléhatelé mezitím postavili před hradbami Prahy válečné stroje, s jejichž pomocí podpálili kostel sv. Víta a panenský klášter u sv. Jiří. Ve chvíli, kdy se Konrád Znojemský dozvěděl o příchodu vojska z německých zemí, chtěl mu neprodleně vyrazit vstříc. Avšak jakmile od svých zvědů obdržel zprávy, že na pláních za Plzní uzřeli tak četné voje, že od jejich štítů pozlacených, od jejich brnění a přilbic sluncem osvětlených sousední hory třpytiti se zdály, rozhodl se ustoupit zpět na Moravu. Vítězní obránci Prahy přivítali Vladislava II. a krále Konráda na Vyšehradě 7. června, tedy téměř dva a půl měsíce po střetnutí u Vysoké.

## Odraz v kultuře
Beletristicky zpracoval v letech 1865–67 události kolem bitvy na Vysoké a následného obléhání Prahy česko-rakouský spisovatel Adalbert Stifter ve svém nejznámějším románu Vítek (Witiko).

#### Prameny
- Fontes Rerum Bohemicarum. Příprava vydání Josef Emler; překlad Václav Vladivoj Tomek. Svazek II. Praha: Museum Království českého, 1874. 571 s. (latinsky – česky) [Letopis Vincenciův, Letopisy hradišťsko-opatovické, Kronika Mnicha sázavského, Letopis tzv. Kanovníka vyšehradského].
- Pokračovatelé Kosmovi. Překlad Václav Vladivoj Tomek, Karel Hrdina a Marie Bláhová. Praha: Svoboda, 1974. 253 s. [Kronika Mnicha sázavského, Letopis tzv. Kanovníka vyšehradského].